# Megasoma svobodaorum
Megasoma svobodaorum är en skalbaggsart som beskrevs av Krajcik 2009. Megasoma svobodaorum ingår i släktet Megasoma och familjen Dynastidae. Inga underarter finns listade i Catalogue of Life.